# Paviai csata (1525)
A paviai csata, amelyet a lovagkor utolsó csatájának is hívnak, a Habsburg–Valois párharc egyik fontos állomása volt, ennek során a franciák – főleg I. Ferenc király rossz döntéseinek következtében – döntő vereséget szenvedtek a Habsburg császári szövetség spanyol–német–milánói erőitől. Maga I. Ferenc király is V. Károly császár fogságába esett. A csatavesztés eredménye lett a madridi békeszerződés.
A paviai csatát a hadtörténészek az európai hadtörténet nagy fordulópontjának tartják, méghozzá két szempontból, egyrészt ez tekinthető az első igazán nagyszabásű ütközetnek, melyben döntő szerepet játszottak a tűzfegyverek, másrészt ezzel a csatával vált az offenzív zártrendi harcászatot folytató gyalogság a döntő fegyvernemmé. A paviai csatától számítható a spanyol szárazföldi hadsereg európai dominanciája, ekkortól övezte a spanyol terciót a legyőzhetetlenség nimbusza, egészen a harmincéves háborúig, pontosabban az 1643-as rocroi-i csatáig.

## Előzmények
Az 1522-es bicoccai csatavesztéssel a franciák egy időre felhagytak itáliai terveikkel, ekkor még hátráltatta őket az a tény is, hogy VI. Adorján, a flamand születésű pápa korábban V. Károly császár nevelője volt, így támogatására nem számíthattak.
A kedvező fordulat a következő évben következett be, amikor az itáliai városállamok I. Ferenchez fordultak segítségért, valamint VI. Adorján halála miatt új pápát kellett választani, ő pedig a Medici családból származó VII. Kelemen lett, aki franciabarát nézeteket vallott. Ebben az évben történt Bourbon Károly herceg, francia connétable (főhadparancsnok) átállása a császáriakhoz: Bourbon herceg a francia korona megszerzéséről álmodozott, és ennek érdekében szövetségeseket keresett: V. Károlyban meg is találta emberét. A tárgyalásaikat szerződéssel erősítették meg, ám tervük kitudódott, így I. Ferenc hazaárulás címén lefoglalta Bourbon Károly franciaországi birtokait, a herceg menekülni kényszerült, és a császár táborához állt.
Mégis, az 1524-es évben eleinte francia földön voltak hadmozdulatok: a császári csapatok Fernando Francisco de Ávalos, pescarai márki vezetésével Marseille-t ostromolták sikertelenül.

### Pavia ostroma
1524-ben I. Ferenc francia király mozgósította hadseregét, betört Lombardiába, és elfoglalta Milánót. A franciák ekkor ahelyett, hogy Charles de Lannoyt, Nápoly spanyol alkirályát kezdték volna el üldözni, inkább Pavia ostromához fogtak. Sikerük biztosnak tűnt, még ha rosszul választottak is célpontot, mivel V. Károly megint pénzszűkében volt, és nem tudott hadsereget toborozni a franciák ellen.
A franciák a Mirabello vadászkastély vadaskertjében állították fel főhadiszállásukat, a király magában a kastélyban lakott. A sereg balszárnyát Károly, Alençon grófja vezette, a centrumot pedig Jacques de La Palice marsall vezette, a jobbszárnyra a svájci zsoldosok kerültek.
A várat Antonio de Leyva védte 5400 emberrel. Az ostromot a franciák november 21-én kezdték, de a jól megerősített vár bevétele nem látszott könnyű feladatnak: mindkét fél kezdett kimerülni: a védők élelmiszer-, az ostromlók lőporhiánnyal küszködtek.
A francia ostrom elhúzódása alatt V. Károlynak sikerült pénzt szereznie, és újabb hadsereget toboroznia. A sereg vezére a kipróbált dél-német zsoldoskapitány, Georg von Frundsberg lett. Milánó lett volna az elsődleges célpont számukra, hogy ezzel a franciákat elvonják Pavia ostromától, végül mégis a francia fősereg megtámadása mellett döntöttek, mivel lehetett arra számítani, hogy a helyőrség is kitör a csata idején.

## A csata

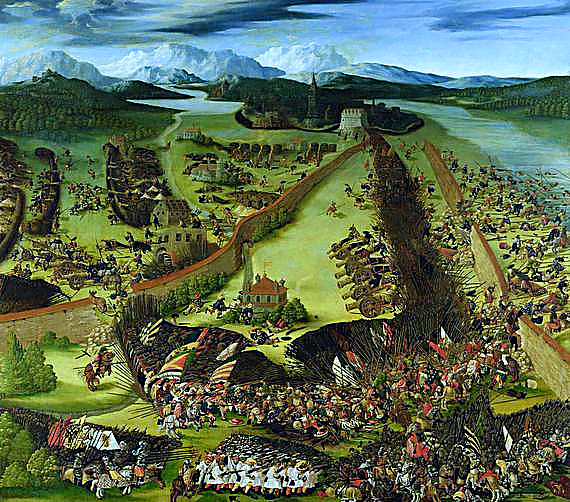
A paviai csata képe

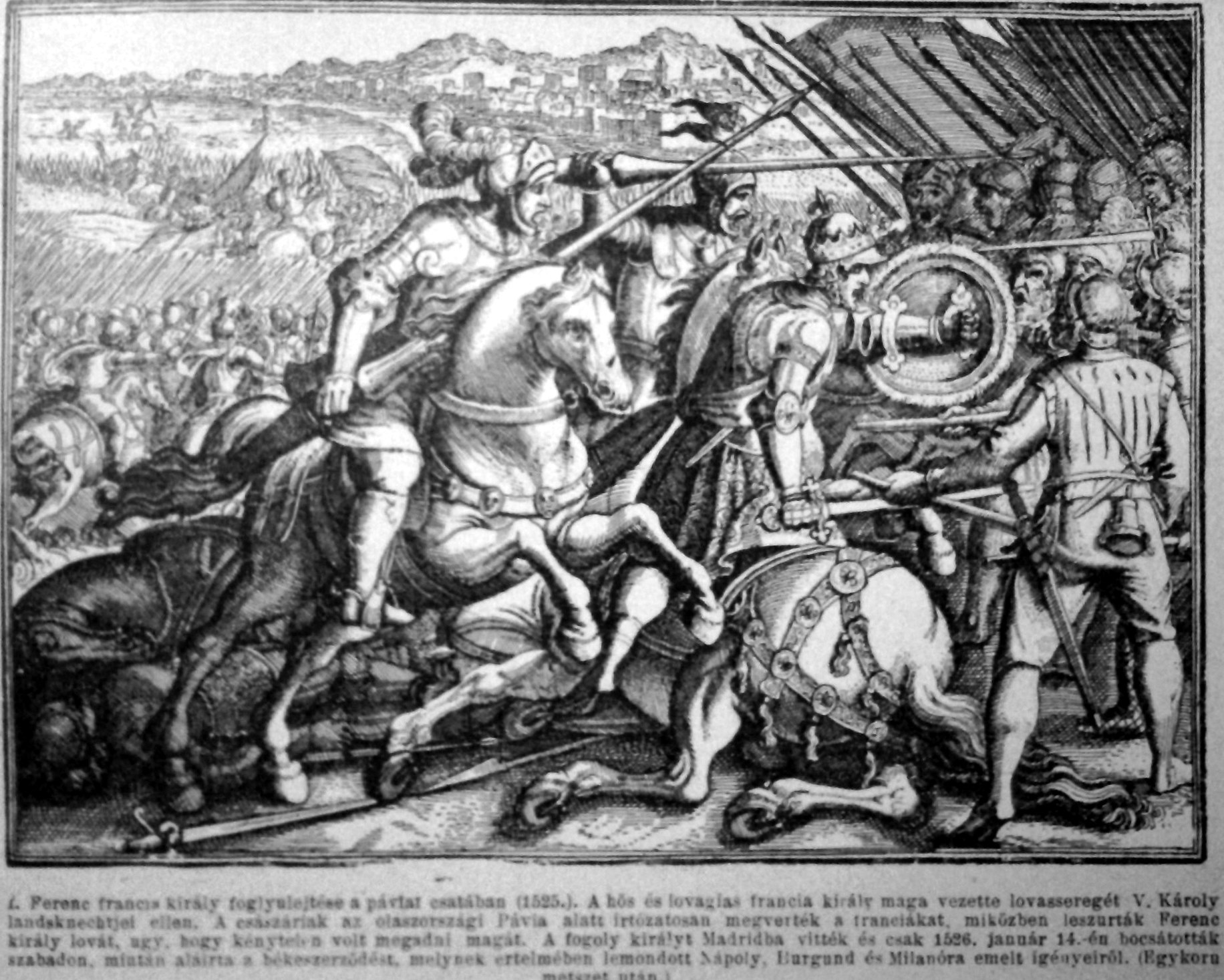
I. Ferenc foglyul ejtése

A császári seregek február 3-ára Pavia alá értek, számuk ekkorra megközelítette a 23 000 főt. Frundsberg egységeihez csatlakoztak Fernando de Ávalos pescarai őrgróf, Charles de Lannoy nápolyi alkirály és Bourbon Károly herceg egységei. A megerősített francia tábort meglátva azonban nem támadtak, hanem vártak arra, mit lép az ellenség. A francia hadvezetés azonban szintén várt, remélve, hogy a császári oldal pénze elfogy, és a sereg feloszlik. Ez kis híján meg is történt: a hónap közepén a zsoldosok ultimátumot intéztek tisztjeikhez: ha március 1-jéig nem támadnak, akkor elvonulnak.
A támadásra azonban már nem kellett sokat várni: V. Károly születésnapjának előestéjén, február 23-án éjszaka a vadaskert kőkerítését lerombolták a császári egységek, itt tudtak bevonulni a csapatok.
A franciák hajnalban vették észre, hogy a császári zsoldosok nagy része már átvonult a vadaskertbe. Ekkor Ávalos a vadászkastély felé akart nyomulni, de Alençon megállította őt egységeivel, ezután Ávalos elvonult, Alençon pedig átkelt a Ticino hídján: a csata alatt a hidat őrizte.
Pescara márkija a császári jobbszárnyról vonult tehát el, Frundsberg landsknechtjei mögé, mellettük a balszárnyon a Bourbon hercege által vezetett spanyolok, és a de Lannoy által irányított itáliaiak voltak. Tüzérség csak francia oldalon vett részt a harcban, mivel a császáriak nem tudták a résen átvontatni a lövegeiket, így lehetősége volt arra a francia seregnek, hogy szétágyúzza a még nem teljesen felállt ellenséges sereget vagy megtámadják a zsoldosok táborát. I. Ferenc az első lehetőség mellett döntött, azonban nem várt elég sokáig, hogy a másik oldalon pánik alakuljon ki, hanem lovasrohamot intézett a Frundsberg által vezetett német zsoldosok ellen.
A roham katasztrofálisan végződött: bár a kisszámú császári lovasságot félresöpörték, a spanyol puskások távolról lőtték ki egymás után a lovasokat, akik jelentősen megcsappant számban érték el a landsknechteket. A lovasok soraiban harcoló La Palice marsall is elesett. A spanyol puskásokat a Fekete Sereg néven ismert német gyalogos egység támadta meg, amely a francia oldalra „átszerződött” német zsoldos landsknechtekből állt. A spanyolok nem tudtak eredményesen védekezni a főleg pikával felfegyverkezett német katonák ellen, így visszavonultak: ugyanígy tettek a másik oldalon a puskatűzben szintén megtizedelt svájciak is.
A francia szolgálatban álló Fekete Sereg katonái, akiket François de Lorraine, Lambesc grófja és Richard de la Pole herceg, Anglia trónkövetelője parancsnokolt, az ellenséges (spanyol) oldalon harcoló német földijeikkel csaptak össze. Kegyetlen tusa kezdődött: Frundsberg emberei árulónak tartották őket, nem csoda, hogy szinte az összes közülük holtan maradt a csatatéren, csupán ötvenen élték túl a csatát. Parancsnokaik, Lambesc gróf és de La Pole is elestek a harcban.
A franciák további terveit a centrumba beérkező Ávalos zúzta szét, aki egyetlen rohammal szétszórta a maradék egységeket, ekkor még de Leyva katonái is kitörtek a várból.
Alençon hercege, aki távol maradt a harcoktól, de a zajok alapján úgy gondolta, hogy a francia sereg vesztésre áll, ezért csapataival átvonult a Ticino hídján, majd maga mögött felrobbantotta azt. Téves döntésével elvágta a maradék francia sereg menekülési útját. Maga a király is a túlparton rekedt. Károly, Bourbon hercege megadásra szólította fel, de a király nem akarta megadni magát a szemében áruló Károlynak, így végül Nápoly alkirálya, Charles de Lannoy gróf előtt tette le a fegyvert.

## Következményei

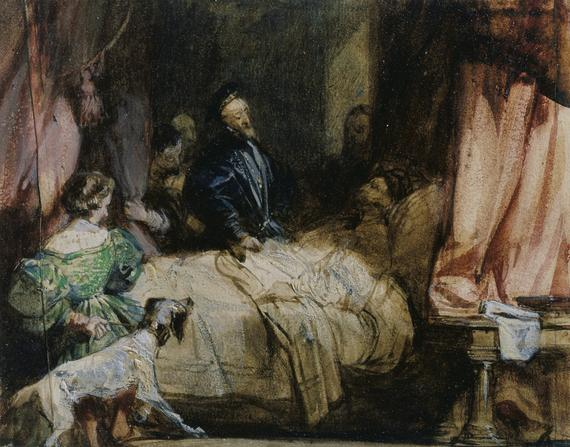
V. Károly császár meglátogatja a fogoly I. Ferencet (R.P.Bonington festménye, 1828).

I. Ferencet V. Károly parancsára Madridba szállították, ahol közel egyéves tárgyalás során sikerült ráerőltetni a madridi békeszerződést, amely azonban nem tartott sokáig: I. Ferenc már 1526-ban megalakította a Habsburg-ellenes cognaci ligát. Új háború kezdődött, az itáliai harcok egészen 1559-ig, a cateau-cambrésis-i békekötésig folytatódtak.